# Charles Frey de Neuville
Le Père Charles Frey de Neuville (1693-1774) fut un jésuite et prédicateur français.
Né dans le diocèse de Coutances, il professa treize ans la philosophie et prêcha trente ans avec éclat.
Ses Œuvres, qui consistent surtout en Sermons et Panégyriques, ont été publiées en 1776 (8 volumes in-12°). Le père de Neuville est considéré comme un des premiers prédicateurs du XVIIIe siècle. Il prononça entre autres les oraisons funèbres du cardinal de Fleury et du maréchal de Belle-Isle.